# Севофлуран
Севофлуран — інгаляційний анестетик, що часто використовується для ввідного наркозу через його фармакокінетичні властивості і відсутність подразнювальної дії на дихальні шляхи.

## Історія
Севофлуран був вперше синтезований в 1968 році Бернардом Реганом («Baxter Travenol Laboratories Inc.», штат Іллінойс; з 1988 року «Baxter International Inc.») при дослідженні ряду галометилових поліфтороізопропілових естерів. Перші дані про нього були опубліковані в 1971 році. Перше клінічне випробування на добровольцях датується 1981 роком; незважаючи на позитивні результати, подальші клінічні дослідження севофлурану були відстрочені з огляду на те, що в той час інший інгаляційний анестетик, ізофлуран, який перебував на третій фазі клінічних випробувань, мав більш високий комерційний потенціал зважаючи на низку причин. Серед них — нестійкість севофлурану при контакті з натронним вапном, що використовується для поглинання СО2 в апаратах ШВЛ з напівзакритим контуром, а також більш високий рівень його біотрансформації в порівнянні з ізофлураном. «Baxter Travenol» продала права на севофлуран компанії «Anaquest» («Ohmeda» / BOC); та, в свою чергу, перепродала їх японській компанії «Maruishi». «Maruishi» продовжила дослідження, і в травні 1990 року севофлуран почав випускатися в Японії і застосовуватися в клінічній практиці.

## Використання в медичній практиці
Севофлуран — один з найбільш часто використовуваних інгаляційних анестетиків, в тому числі в педіатричній практиці. Його дія розвивається швидко, він не подразнює дихальні шляхи, а також не має запаху, тому підходить для ввідного наркозу. Севофлуран також використовується для загальної анестезії при проведенні кесаревого розтину; безпеку його застосування при природних пологах не досліджена.

## Фізичні властивості
При кімнатній температурі і нормальному атмосферному тиску являє собою безбарвну летючу рідину з солодким запахом. При стандартних умовах не реагує з киснем, незаймистий, невибухонебезпечний.
| Властивість                                    | Значення        |
| ---------------------------------------------- | --------------- |
| Молярна маса                                   | 200.05 г / моль |
| Температура кипіння (при тиску 760 мм рт. ст.) | 58,6 ⁰С         |
| Мінімальна альвеолярна концентрація (МАК)      | 2,05 об.%       |
| Тиск пари при 20 °C                            | 157 мм рт. ст.  |
| Тиск пари при 25 °C                            | 197 мм рт. ст.  |
| Тиск пари при 36 °C                            | 317 мм рт. ст.  |
| Коефіцієнти розподілу при 37 °C:               |                 |
| Кров / газ                                     | 0,63-0,69       |
| Вода / газ                                     | 0,36            |
| Масло / газ                                    | 47-54           |
| Мозок / газ                                    | 1,15            |

## Механізм дії
Точний механізм дії загальних анестетиків поки невідомий. Протягом 20 століття висувалося безліч теорій; вони будувалися на концепції про те, що всі анестетики діють за одним загальним механізмом (унітарні теорії). Провідна теорія передбачала, що ці сполуки змінюють властивості клітинних мембран, розчиняючись в них. Це припущення ґрунтується на правилі Овертон-Меєра, встановленому експериментальним шляхом. Воно свідчить, що існує прямо пропорційна залежність між коефіцієнтом розчинності масло / газ і мінімальною альвеолярною концентрацією.
Однак в даний час унітарні теорії втратили актуальність; домінує концепція про те, що кожен анестетик має певний набір молекулярних і рецепторних мішеней в різних відділах головного мозку. Зокрема, експериментальні дані свідчать про те, що севофлуран є антагоністом NMDA-рецепторів, агоністом гліцинових рецепторів, а також пригнічує 5НТ-3 рецептори і Н-холінорецептори.

## Фармакокінетика
Мінімальна альвеолярна концентрація (МАК) севофлурану знижується зі збільшенням віку пацієнта. Так, для пацієнтів віком 25-40 років вона становить 2.1 % в кисні або 1.1 % з 65 % N2O / 35 % кисню; у віці 40-60 років вона знижується до 1.7 % в кисні або 0.9 % з 65 % N2O / 35 % кисню. З огляду на низьку розчинність севофлурану в крові, МАК досягається дуже швидко. Дія настає через 2-3 хвилини.
Метаболізм севофлурану відбувається в печінці за участю цитохрому P450 2E1. Близько 5 % всієї дози піддається трансформації. При цьому утворюється гексафторізопропанол і іон фтору. Метаболізм севофлурану прискорюється індукторами P450 2E1 фенобарбіталом, етанолом, ізоніазидом, що може привести до підвищення концентрації неорганічного фтору в крові. Гексафторізопропанол потім піддається кон'югації з глюкуроновою кислотою і виводиться з сечею. Аніон фтору також виводиться з сечею; близько 50 % фтору, що утворився, захоплюється кістковою тканиною.

## Токсичність

### Сполука А
Севофлуран може піддаватися розпаду при контакті з основними адсорбентами СО2 (зокрема, натронним вапном): втрачаючи HF, перетворюється на пентафторізопропенілфторметиловий ефір — сполуку А; утворюється також незначна кількість сполуки В — пентафторометоксиізопропілфторметилового ефіру. Інтенсивність розпаду севофлурана залежить від температури: чим вона вища, тим вище рівень розпаду. Подальше дефторування призводить до утворення сполук C, D і E.

### Вплив на нервову систему
Севофлуран, як і інші препарати для загальної анестезії, може володіти нейротоксічностю і негативно позначатися на розвитку нервової системи при застосуванні у дітей. Дослідження на мишах виявили нейротоксичний ефект, що прямо залежить від дози і часу впливу анестетика. У мишей вплив севофлурану індукує апоптоз нейронів гіпокампу, пригнічує нейрогенез і негативно впливає на процеси навчання і довготривалу пам'ять, проте в експериментах на макаках не було виявлено токсичних ефектів цього препарату.

## Побічні ефекти
Застосування севофлурану в фазі індукції може викликати такі побічні ефекти, як брадикардія, гіпотензія, ларингоспазм і обструкція дихальних шляхів. Під час фази підтримки і в післяопераційний період можуть спостерігатися гіпотонія, підвищення або зниження частоти серцевих скорочень, сонливість, запаморочення, нудота, блювота, кашель.
У людей з генетичною схильністю під впливом севофлурану може виникнути злоякісна гіпертермія — гіперметаболичний розлад, що маніфестує раптовим підвищенням температури тіла, рабдоміолізом, тахікардією, ацидозом і гіперкаліємією.

## Протипоказання
Севофлуран не може застосовуватися у пацієнтів з відомою гіперчутливістю до севофлурану або іншого галогенованого інгаляційного анестетика, а також з відомою або можливою схильністю до злоякісної гіпертермії.